# Свјатослав Паламар
Свјатослав Јарославович Паламар (укр. Святослав Ярославович Паламар; Миколајив, 10. октобар 1982) јесте капетан Националне гарде Украјине и заменик команданта неонацистичког пука Азов.

## Биографија
Рођен је 10. октобра 1982. године у градићу Миколајив у Лавовској области. Студирао је на Лавовском универзитету трговине и економије. Пре рата у Донбасу био је комерцијални директор једне фирме.
Године 2000. придружио се у неонацистичу организацију Патриота Украјине коју је основао Андриј Билецки.
Учествовао је у Наранџастој револуцији и Револуцији достојанства. Ожењен је и има дете.

### Војна каријера
Од 2014. године учествује у рату у Донбасу.
Након инвазије Русије на Украјину 2022. године, учествовао је у бици за Мариупољу и био је један од команданата групе војника која се повукла у челичану Азовстаљ. У овој групи војника били су војници пука Азов и украјински маринци.
Као резултат заслуга током овог рата, одликован је бројним ордењем укључујући и Орден Данила Галичког.
Током опсаде Мариупоља, капетан Паламар је учествовао на неколико конференција за штампу и интервјуа за медије у име пука Азов и војника опкољених у челичани, међу којима су били маринци и припадници Националне гарде, као и командант пука Азов Денис Прокопенко и други борци.
Предао се руским снагама, заједно са Прокопенком и осталим борцима Азова, 20. маја 2022. године и од тада се налазио у заробљеништву, све до размене заробљеника у септембру 2022. године када се вратио у Украјину.